# Sobarocephala albomaculata
Sobarocephala albomaculata är en tvåvingeart som beskrevs av Soos 1965. Sobarocephala albomaculata ingår i släktet Sobarocephala och familjen träflugor. Inga underarter finns listade i Catalogue of Life.